# Olszóweczka szerokoblaszkowa
Olszóweczka szerokoblaszkowa (Naucoria scolecina (Fr.) Quél.) – gatunek grzybów należący do rodziny podziemniczkowatych (Hymenogastraceae).

## Systematyka i nazewnictwo
Pozycja w klasyfikacji według Index Fungorum: Naucoria, Hymenogastraceae, Agaricales, Agaricomycetidae, Agaricomycetes, Agaricomycotina, Basidiomycota, Fungi.
Po raz pierwszy takson ten zdiagnozował w 1838 roku Elias Fries nadając mu nazwę Agaricus scolecinus. Obecną, uznaną przez Index Fungorum nazwę nadał mu w 1875 roku Lucien Quélet.
Synonimy:

- Agaricus scolecinus Fr. 1838
- Alnicola badia Kühner 1926
- Alnicola scolecina (Fr.) Romagn. 1944
- Alnicola scolecina var. umbrina Singer 1978
- Hylophila scolecina (Fr.) Quél. 1886
- Naucoria phaea Maire 1937
- Naucoria scolecina f. gracillima J.E. Lange 1938[2].

Nazwę polską zaproponował Władysław Wojewoda w 2003 r.

## Morfologia
Kapelusz
Średnica 1–3 cm, w młodości stożkowaty, potem kolejno dzwonkowaty, wypukły i rozpostarty, zazwyczaj z małym garbkiem. Brzeg ostry, powierzchnia prawie naga. Jest silnie higrofaniczny; w stanie wilgotnym prześwitujący i prążkowany, o barwie od ciemnoczerwonej do orzechowobrązowej, w stanie suchym jasno czerwonobrązowy lub beżowo-brązowy.
Blaszki
Przyrośnięte do trzonu, szerokie, dość rzadkie, początkowo ochrowe, potem brązowe. Ostrza gładkie, miejscami płatkowate.
Trzon
Wysokość 2,5–8 cm, grubość 1–5 mm, cylindryczny, nieco rozszerzający się ku podstawie, elastyczny, początkowo pełny, potem pusty. Powierzchnia ciemnoczerwona pokryta białawymi włókienkami, po uszkodzeniu ciemniejąca.
Cechy mikroskopijne
Wysyp zarodników brązowy, zarodniki elipsoidalne, jasnożółte, o powierzchni słabo lub średnio szorstkiej, 8,7–13 × 5–7 µm. Cheilocystydy butelkowate, z długim dziobem, często prawie główkowate, 30–55 × 5–10 µm, z szyjką o szerokości 2–4 µm. Kaulocystydy wąsko butelkowate, prawie główkowate.
Gatunki podobne
Podobna olszóweczka łuseczkowata (Naucoria subconspersa) rośnie na podobnych siedliskach, ale jest mniejsza i ma szydlaste cheilocystydy.

## Występowanie i siedlisko
W Europie olszóweczka szerokoblaszkowa jest szeroko rozprzestrzeniona. Podano jej występowanie także w stanie Waszyngton w USA. W piśmiennictwie naukowym na terenie Polski podano wiele stanowisk.
Saprotrof. Owocniki występują pojedynczo lub w małych grupkach w lasach i zaroślach pod olszami, w miejscach wilgotnych na ziemi, często wśród mchów. Pojawiają się od czerwca do listopada.